# Pokrowka (obwód kurski)
Pokrowka (ros. Покровка) – wieś (dieriewnia) w Rosji, w obwodzie kurskim, w rejonie pristieńskim. W 2010 liczyła 41 mieszkańców.